# 話題化
話題化（わだいか）または主題化（しゅだいか、英： topicalization）は、言語学において、形態的手段、文法的手段、あるいは音声的手段を用いて、文の一部の語句を話題（主題）として確立させる語法を指す。また、そのようにして作られた文は、話題化構文、主題化文などと呼ばれる。
形態的手段とは、話題（主題）に話題マーカー（英： topic marker ）を付ける語法である。話題マーカーは、主題標識、主題マーカーなどとも呼ばれる。
文法的手段とは、話題（主題）を本来の位置（canonical position）から抜き出して、文頭（または文の前の方）に置く語法である。一般的に、話題は旧情報（既知情報）であり、どの言語にも「旧情報は左、新情報は右」に置かれるという語用論的原理があるとされる。言い換えれば、話題の提示（「これから、このことについて話す」）は文頭で行われるはずだということである。
音声的手段とは、話題（主題）の発音を弱めにしたり、その後に小休止を入れたりする音調変化で、この3つの中では最も判別しにくい。
形態的手段を用いる言語は文法的手段や音声的手段を伴うことが多く、形態的手段なしで文法的手段を用いる言語も音声的手段を伴うことが多い。音声的手段のみで話題化を行う言語もある。
話題化に似たものとして、左方転位や右方転位と呼ばれる現象がある。転位（dislocation または displacement）とは、語句が本来の位置から抜き出されて文頭ないし文末に置かれる語法で、その元の位置に代名詞（再述代名詞）が付け足されるのが一般的である。話題化構文とは区別されているが、言語によっては代名詞の省略が頻繁に起こるため、その判別は必ずしも容易ではない。
以下、「＊」は非文を示す。

## 不連続性
話題化（主題化）のうち、特に文法的手段は移動（movement）の一種であり、しばしば不連続性（discontinuity、非連続性とも）を発生させる。不連続性とは、ある構成素や単語が本来存在するはずの位置に存在しないために、本来は直接繋がっているはずの語句同士を構文木（Xバー式型など）で繋げようとすると、他の枝を横切ってしまう状況を指す。例えば、SVO型の言語（英語など）において、動詞句の補部である O （目的語）が話題化によって文頭に移動すると、本来の補部位置は空白になる（[ O [ S [VP V [ Ø ] ] ] ]）。これをXバー式型で示そうとすると、O と V を結ぶ枝が他の枝を横切ることになり、その動詞句は不連続（非連続）となる。
文や句を不連続にする語法としては、話題化の他にwh移動（wh-movement）、かきまぜ（scrambling）、外置（extraposition）などがある。

## 言語による相違
話題化は、世界の多くの言語で見られる現象だが、言語によって方法や規則・制約が異なる。
英語（SVO型）における話題化は、基本的に構成素の左方移動で行われるが、主に口語では右方転位で話題を示すこともある（#英語における話題化を参照）。英語で話題化移動できるのは構成素のみだとされているため、話題化構文は英語の構成素テストの1つとして利用される。構成素#話題化も参照。
ドイツ語の話題化も左方移動で行われるが、主語以外の名詞句が移動する場合にはアクセントが付加される。
日本語（基本的にSOV型だが自由度が高い）では、構成素またはその一部に話題マーカー（topic marker）を付けるとともに、文頭に移動する。
英語・日本語ともに、複数の構成素を同時に話題化することも可能である。一方、ドイツ語（基本的にSOV型だが自由度が高い）では1度に1つの構成素（またはその一部）しか話題化できない。
スペイン語の基本語順は、単文の多くがそうであることからSVO型だとされる。また、話題マーカーも持たないため、SVO 順で並んでいる文の主語が話題なのかどうか判断しにくい。しかし、目的格の代名詞は動詞の前に来るというSOV型の側面も持っていたり、動詞によって主語との順番が異なることがあるなど、厳密なSVO型だとは言い難い。従属節・関係節・疑問文などでは主語が動詞の後に来ることなどから、同語の基本語順はVOS型だとも考えられ、すると SVO 順になっている単文は話題化構文だという解釈も成り立つ。また、次の例のように、旧情報を示す主語は動詞の前、新情報を示す主語は動詞の後に置かれる傾向がある。
- Este libro abarca numerosos temas.

この本は多くのテーマを扱っている。
- Murió olvidado y pobre el que un tiempo fue famosísimo poeta.

かつては非常に有名な詩人だった男は（が）、人々に忘れ去られ困窮の中で死んだ。
話題は旧情報なので、第1例は話題化構文だと考えられる。
スペイン語では、動詞の語尾活用によって主語が示唆されることから、主語人称代名詞が省略されることが多い。そのため、左方転位と話題化構文の見分けが難しい。しかし、次のような文は、多重節の最下層にある目的語を文頭に抜き出していることから、話題化構文だと判断できる。
- Muchos libros, resulta que dicen que creen que si que tiene.

英訳： many books happens that say (3-p) that believe (3-p) that yes that has (3-s)
→ Many books, it happens that they say that they believe that he does have.
和訳： 多くの 本 なる(3単) と 言う(3複) と 信じる(3複) と はい と 持っている(3単)
→ 多くの本は、彼が確かに持っていると 彼らが信じていると 彼らが言っていると いうことに なる。

### 話題マーカー
日本語においては、助詞「は」が話題マーカー（主題標識）として使用され、格マーカーの「が」「を」「の」と入れ替わったり、「から」「で」「と」などに付いて「からは」「では」「とは」などという形で、さまざまな句や節を話題化できる。
- ジョンはビルにメアリーを紹介した。
- メアリーはジョンがビルに紹介した。
- ビルにはジョンがメアリーを紹介した。
- 長崎からはそのバスが福岡に行く。
- 福岡にはそのバスが長崎から行く。
- 長崎までは電車で行きます。
- 京都では大きな祭りがあります。
- 田中さんとは3ヶ月前に会いました。
- バラが咲くのは5月です。
- クラスに来なかったのは病気だったからです。

「バラが咲くのは」「クラスに来なかったのは」の「の」は補文マーカーである。所有格マーカーの「の」を含む例文は、#分離話題化を参照。
また、「...は」という形になった名詞句は代名詞と入れ替わったり、頻繁に省略される。例えば、「彼が学生です」→「彼は学生です」→「学生です」など。また、「彼、学生です」のように、口語では無助詞になることが多い。
ただし、日本語で話題化できるのは既知情報（旧情報、定情報）であり、新情報を要求する「誰」「何」「どこ」「いつ」などのwh要素とともに話題マーカーを使用すると非文になる。
- 誰が 本を 読んだ？
- ＊誰は 本を 読んだ？

日本語の「は」は、話題マーカーとしての機能以外にも、総称や対比を表す機能を持っているが、それらも話題化機能に含まれるという見方もある。また、強調を表すこともできるという指摘もある。なお、「は」が話題を示す際、その句には強勢が置かれない。
朝鮮語（韓国語）には、「은」（/ɯn/）／「는」（/nɯn/）という話題マーカーがある。直前の語が子音で終わる場合（子音体言）には「은」、母音で終わる場合（母音体言）には「는」が使用される。なお、「은」／「는」が話題句を表す場合には強勢が置かれず、強勢が置かれると話題ではなく対照（対比）を示すことになる。
朝鮮語においても、いったん話題化された名詞句が省略されたり、wh要素＋話題マーカーが非文になるなど、日本語と朝鮮語の話題マーカーにはいくつかの共通点がある。例えば、「＊誰は 本を 読んだ？」を朝鮮語で書くと、次のようにやはり非文になる（語順は日本語と同じ）。
- ＊누구는 책을 읽었어요?

＊nwukwu-nun chayk-ul ilk-esseyo?
ルーマニア語においては、目的語が話題化で文頭に移動する際、前置詞「pe」が起生して前置詞句になる場合と、そうでない場合があるが、後者はゼロ前置詞を伴う前置詞句だという捉え方もできる。

### 分離話題化
ドイツ語、オランダ語、日本語、ロシア語、クロアチア語、朝鮮語（韓国語）など、言語によっては分離話題化（split topicalization）という、構成素の一部のみを抜き出す話題化も可能である。このように名詞句が分離する（するように見える）語法は名詞句分離（split-NP、略してSNP）とも呼ばれる。分離話題化・名詞句分離の仕組みについては、ノーム・チョムスキーが提唱した「コピー&削除」（copy and deletion）アプローチが応用できるという解析もある。すなわち、文の下層（中間）にある名詞句のコピーが上層（文頭）に作られた後、それぞれの一部が削除されるという捉え方である。
- SOV型言語におけるコピー&部分削除の例（S＝主語名詞句、V＝動詞）：
[ S [VP [NP X Y ] V ] ] - 基底構造（元の文）では、VP（動詞句）内の NP（名詞句）が X と Y という2つの要素で構成されている。

→ [ X Y ] [ S [ [ X Y ] V ] ] - NP のコピーが上層（文頭）に作られる。
→ [ X Y ] [ S [ [ X Y ] V ] ] → [ X ] [ S [ [ Y ] V ] ] - 上層部の Y と下層部の X が削除される。
または
→ [ X Y ] [ S [ [ X Y ] V ] ] → [ Y ] [ S [ [ X ] V ] ] - 上層部の X と下層部の Y が削除される。
また、部分的なコピーが行われているという捉え方もある。例えば、「象は鼻が長い」や「カキ料理は広島が本場だ」は、次のように解析することができる。
- [ 象の鼻が ] 長い - 基底構造

→ [ 象のは ] [ 象の鼻が ] 長い - 「象の」のコピーが文頭に置かれ、「は」が付いて、所有格マーカー「の」が削除される。
→ [ 象は ] [ 鼻が ] 長い - 元の「象の」が削除される。
- 広島が [ カキ料理の本場 ] だ - 基底構造

→ [ カキ料理のは ] 広島が [ カキ料理の本場 ] だ - 「カキ料理の」のコピーが文頭に置かれ、「は」が付いて、所有格マーカー「の」が削除される。
→ [ カキ料理は ] 広島が [ 本場 ] だ - 元の「カキ料理の」が削除される。
なお、ドイツ語の左方移動は、名詞句や前置詞句などの「個物を指すような項」のみで可能で、動詞句や形容詞句は左方移動できないという制約がある。また、ドイツ語では、分離話題化で2つに分かれた要素は、それぞれ名詞句の形にならなければならない。

### 転位構文と再述代名詞
中国語（SVO型）には、文頭の名詞句に対応する代名詞が後方に存在する、左方転位構文（left dislocation）と呼ばれる語法がある。このような代名詞は再述代名詞（resumptive pronoun）と呼ばれ、上海語や広東語の処置構文（disposal construction）でも見られる。話題化構文においては、文頭に移動した名詞句の元の位置は空になるが、それも実はゼロ再述代名詞を含む左方転位構文だとする考え方もある。逆に、話題化によって空になった場所に再述代名詞が挿入されるという考え方もある。
- 普通話における再述代名詞の例

※注： 那些＝それら（の） , 他們＝彼ら , Ø＝「那些學生」の本来の位置
- a. 那些 學生1， 我 都 認識 Ø1。- 話題化構文（またはゼロ再述代名詞を含む左方転位構文）
- b. 那些 學生1， 我 都 認識 他們1。- 左方転位構文（または再述代名詞が付け足された話題化構文）

いずれも、「それらの学生について、私は全員を見知っている」（「それらの学生の全員を私は知っている」）と訳せ、ともに正しい文である。なお、「認識」は「（人を）知っている」という意味で、「（物事を）知っている」は「知道」と言う。「都」は全称量化子で、上の例では「全員」と訳せるが、「大家」（皆、全員）というような、すでに「全」というニュアンスが含まれている単語にも伴わなければならない（「大家都知道...」＝「...ということは、誰もが知っている」など）。
日本語においても、次のような再述代名詞が見られる。
- 皇位は1、皇統に 属する 男系の 男子が、これを1 継承する...（皇室典範第一条） - 末川博（編）『岩波基本六法』 p.24, 岩波書店, 1969.
- 1000系は1 昭和29年に 製造された 11000系が その1 前身で... - 『鉄道ファン』 1987.9, p.123, 交友社.

## 英語における話題化
英語における話題化は、基本的に構成素の左方移動で行われ、移動後の構成素と本来の文頭の間にしばしばコンマ（ , ）が挿入される（口語では一時休止となる）。また、項（argument）よりも付加部（adjunct）の方が話題化されやすい。

### 一般的な話題化の例
ここでは、英語における一般的な話題化の例を挙げる。いずれも、a. が基本語順で、b. が話題化構文である。太字は移動する構成素を示す。
- a. The boys roll rocks for entertainment.
- b. For entertainment, the boys roll rocks.

前置詞句（付加部）の for entertainment が文頭に移動。
- a. Everyone refused to answer because the pressure was too great.
- b. Because the pressure was too great, everyone refused to answer.

副詞節（付加部）の because the pressure was too great が文頭に移動。
- a. I won't eat that pizza.
- b. That pizza, I won't eat.

目的語名詞句（項）の that pizza が文頭に移動。
- a. I am terrified of those dogs.
- b. Those dogs, I am terrified of.

前置詞句内の補部名詞句の those dogs が文頭に移動。ここでは、形容詞 terrified が of those dogs という項（補部）を要求しており、those dogs はその下位構成素である（または terrified of が those dogs を要求していると捉えることもできる）。
第1例と第2例のように付加部が移動するケースの方がより一般的で、第3例と第4例のように項（またはその下位構成素）が移動するケースは比較的少ない。なお、話題化される項は、that や those などの指示限定詞が付いているもの（旧情報）の方が許容度が高く、不特定の指示対象（新情報）を話題化しようとして A pizza, I won't eat. のように不定冠詞を付けると許容度が下がる。
指示限定詞や定冠詞が可で、不定冠詞が不可というケースは、右方転位（right dislocation）構文にも見られる。
- It's amazing, that difference. （「驚異的だ、その相違は」）

この例では、that difference が話題（＝旧情報）であり、下線部を the にしても非文にはならないが、a では非文になる。
- It's amazing, the difference.
- ＊It's amazing, a difference.

英語の定冠詞と不定冠詞の違いや使い分けについては、英語の冠詞も参照。
次の例のように、長距離の話題化も可能である。
- a. I thought you said Tom believes the explanation needs such examples.
- b. Such examples I thought you said that Tom believes the explanation needs.

目的語名詞句（項）の such examples が長距離を移動。

### 話題化と wh移動
英語における話題化は、wh移動（wh-movement）と似ており、抜き出すことが可能な構成素が共通している。
※以下の例ではそれぞれ、a. が基底構造、b. が wh疑問文、c. が話題化構文である。
まず、前置詞残置（preposition stranding）が起こる例を示す。
- a. Bill is living in that one house on the hill.
- b. Which house is Bill living in?
wh移動の結果、前置詞残置が起こる。
- c. That one house on the hill Bill is living in.
話題化の結果、前置詞残置が起こる。

- a. Shelly has indeed uncovered part of our plan.
- b. What has Shelly indeed uncovered part of?
wh移動の結果、前置詞残置が起こる。
- c. Our plan Shelly has indeed uncovered part of.
話題化の結果、前置詞残置が起こる。

wh移動に見られる島の制約（wh-island constraint）は、話題化構文にも当てはまる。
- a. The description of his aunt was really funny.
- b. ＊Whose aunt was the description of really funny?
英語では、主語名詞句の一部のみを wh移動することはできない。
- c. *His aunt the description of was really funny.
英語では、主語名詞句の一部のみを話題化することはできない。

- a. He relaxes after he's played Starcraft.
- b. ＊What does he relax after he's played?
英語では、付加節の一部のみを wh移動することはできない。
- c. ＊Starcraft he relaxes after he's played.
英語では、付加節の一部のみを話題化することはできない。

- a. She approves of the suggestion to make pasta.
- b. ＊What does she approve of the suggestion to make?
英語では、複雑な名詞句の一部のみを wh移動することはできない。
- c. ＊Pasta she approves of the suggestion to make.
英語では、複雑な名詞句の一部のみを話題化することはできない。

### Not 話題化構文
現代英語においては、口語でしばしば Not... you don't. のように、否定辞を伴う話題化構文が使用される。例えば、次のような会話がある。
- a. I think I will smoke a cigarette.
- b. Not in my car you won’t.

これは二重否定ではなく、単純な否定である。このような構文は Not 話題化（Not-topicalization）、Not に導かれる話題は Not 話題（句）（Not-topic）と呼ばれる。
Not 話題化できる句範疇（phrasal category）は、名詞句、形容詞句、副詞句、節などさまざまだが、動詞句は不可である。
- Not 話題句に含むことができる句範疇
a. Not that one you won’t. - 名詞句
b. Not in my car you won’t. - 前置詞句
c. Not that tall he isn’t. - 形容詞句
d. Not that quickly you won’t. - 副詞句
e. Not while I’m paying for it, it’s not.[25] - 付加節
f. You never used to like it. Not until we came here, you didn’t.[26] - 付加節

- Not + 動詞句が非文になる例
a. ＊Not eat the cake you won’t. - 原形動詞
b. ＊Not eating the cake he isn’t. - 現在分詞
c. ＊Not eaten the cake he hasn’t. - 過去分詞

## 理論別の解析
話題化構文の解析は、理論によって異なる。句構造文法（Xバー理論など）によれば、文法的手段による話題化（例えば英語における左方移動）は、複雑な構文木（ツリー）の下層から上層への移動であり、不連続性が発生する可能性が高い。一方、依存文法の構文木は比較的平坦であるため、多くの話題化は不連続性を伴わず、単なる倒置として捉えることができる。
まず、定形動詞（finite verb）を持たない単純な例を挙げる。これは映画『スター・ウォーズ・シリーズ』において、ヨーダがアナキン・スカイウォーカーに言う台詞である。ヨーダは常に倒置的な話し方をするため、実世界の英語母語話者にとっては容認度が下がる可能性があるが、それでも非文ではない。
それぞれ、b. がヨーダの台詞で、a. がその基底構造と思われる文である。
上側の2つは、句構造文法の中でも比較的平坦で、「文＝動詞句」という考え方による構文木解析である。下側の2つは、依存文法による解析である。なお、依存文法では、定形動詞句という構成素の存在を認めていない。
この場合、どちらの解析においても、枝が他の枝を横切っておらず、すなわち不連続性が発生していない。こういうケースは単なる倒置とみなすことができる。
次に、句構造文法の中でも比較的複雑な解析を示す。これは、定形動詞句を文の構成素として捉え、話題化は移動もしくはコピー&削除（copy and deletion）だとする考え方である。
移動またはコピー&削除という解析方法を用いれば、単なる倒置として説明できない文にも対応できる。しかし、この例では have much to learn という動詞句に含まれる補部名詞句 much to learn が左方に移動することによって、主要部動詞 have との間に不連続性が生じてしまう。言い換えると、have と much to learn を直接、枝で結ぼうとすれば、他の枝を横切ることになる。
移動以外には、素性浸透（feature passing）という理論もある。これは、話題句は移動したりコピーされるのではなく、元々その位置にあるのだという考え方である。それによると、話題句とその統率子（governor）がリンクされ、話題句に関する情報（素性（そせい））がそのリンクを伝わり、統率子に届けられることになる。
ヨーダの、Careful you must be when sensing the future, Anakin. という台詞の前半部分を構文木で示す。a. が句構造文法、b. が依存文法による素性浸透解析である。それぞれ、careful（話題）の素性がまず上昇し、赤文字の節点（node）を経由して右方向に流れた後、be（統率子）に下降している。
話題化は長距離でも可能なので、素性浸透も長距離にわたって可能でなければならない。最後に、かなりの長距離におよぶ素性浸透を依存文法ツリーで示す。
ここでは、話題句 such nonsense に関する情報（素性）が、赤い節点を伝い、その統率子 spouting に浸透する。なお、これらの赤い節点にある単語はちょうど、カテナを成している。すなわち、少なくとも依存文法においては、カテナと話題化は無関係ではないと言える。